# Mentaler Zustand
Ein mentaler Zustand (auch mentale Eigenschaft oder Geisteszustand) bezeichnet eine Zustandsform des Geistes einer Person. Mentale Zustände umfassen eine vielfältige Klasse, einschließlich Wahrnehmung, Schmerzerfahrung, Glaube, Begierde, Absicht, Emotion und Gedächtnis. 
Die genaue Definition des Begriffs ist umstritten. Laut epistemischen Ansätzen besteht das wesentliche Merkmal mentaler Zustände darin, dass ihr Subjekt einen privilegierten epistemischen Zugang hat, während andere nur aus äußeren Anzeichen auf ihre Existenz schließen können. Bewusstseinsbasierte Ansätze gehen davon aus, dass alle mentalen Zustände entweder selbst bewusst sind oder in der richtigen Beziehung zu bewussten Zuständen stehen. Intentionalitätsbasierte Ansätze hingegen sehen die Fähigkeit des Geistes, sich auf Objekte zu beziehen und die Welt zu repräsentieren, als das Merkmal des Mentalen. Nach funktionalistischen Ansätzen werden mentale Zustände in Bezug auf ihre Rolle im kausalen Netzwerk definiert, unabhängig von ihren intrinsischen Eigenschaften. Einige Philosophen lehnen alle oben genannten Ansätze ab, indem sie behaupten, dass sich der Begriff „mental“ auf eine Ansammlung lose miteinander verwandter Ideen bezieht, ohne dass allen ein einheitliches Merkmal zugrunde liegt. 
Es wurden verschiedene sich überschneidende Klassifizierungen mentaler Zustände vorgeschlagen. Wichtige Unterscheidungen gruppieren mentale Phänomene danach, ob sie sinnlich, propositional, intentional, bewusst oder okkurrent sind. Sinnliche Zustände umfassen Sinneseindrücke wie visuelle Wahrnehmungen oder körperliche Schmerzen. Propositionale Einstellungen, wie Glaube oder Begierde, sind Beziehungen, die ein Subjekt zu einer Proposition hat. Das Merkmal von intentionalen Zuständen ist, dass sie sich auf Objekte oder Sachverhalte beziehen, oder diese betreffen. Bewusste Zustände sind Teil des phänomenalen Erlebens, während okkurrente Zustände im Geist des Besitzers kausal wirksam sind, mit oder ohne Bewusstsein. Eine einflussreiche Klassifizierung mentaler Zustände geht auf Franz Brentano zurück, der argumentiert, dass es nur drei grundlegende Arten gibt: Vorstellungen, Urteile und Phänomene von Liebe und Hass.
Mentale Zustände werden in der Regel mit physischen oder materiellen Aspekten kontrastiert. Für (nicht-eliminative) Physikalisten sind sie eine Art höherstufiger Eigenschaft, die in Bezug auf feinkörnige neuronale Aktivität verstanden werden kann. Eigenschaftsdualisten hingegen behaupten, dass eine solche reduktive Erklärung nicht möglich ist. Eliminativisten lehnen die Existenz mentaler Eigenschaften ab, oder zumindest von solchen, die den alltagspsychologischen Kategorien wie Denken und Gedächtnis entsprechen. Mentale Zustände spielen in verschiedenen Bereichen eine wichtige Rolle, einschließlich der Philosophie des Geistes, der Erkenntnistheorie und der Kognitionswissenschaft. In der Psychologie wird der Begriff nicht nur für die oben aufgeführten einzelnen mentalen Zustände verwendet, sondern auch für eine umfassendere Beurteilung der psychischen Gesundheit einer Person.

## Definition
Es wurden verschiedene konkurrierende Theorien darüber aufgestellt, was die wesentlichen Merkmale aller mentalen Zustände sind, manchmal auch als Suche nach dem „Merkmal des Mentalen“ bezeichnet. Diese Theorien lassen sich grob in epistemische Ansätze, bewusstseinsbasierte Ansätze, intentionalitätsbasierte Ansätze und Funktionalismus einteilen. Diese Ansätze sind sich nicht nur uneins darüber, wie Mentalität zu definieren ist, sondern auch darüber, welche Zustände als mental gelten. Mentale Zustände umfassen eine vielfältige Gruppe von Aspekten einer Entität, wie Glaube, Begierde, Absicht oder Schmerzerfahrung dieser Entität. Den jeweiligen Ansätzen gelingt es oft nur, einige dieser Gruppen zufriedenstellend zu charakterisieren. Dies hat einige Philosophen dazu veranlasst, daran zu zweifeln, dass es ein einheitliches Merkmal des Mentalen gibt. Sie verstehen stattdessen das Mentale in Bezug auf eine Ansammlung von lose miteinander verwandter Ideen. Mentale Zustände werden in der Regel mit physischen oder materiellen Aspekten kontrastiert. Dieser Kontrast beruht im Allgemeinen auf der Vorstellung, dass bestimmte Merkmale mentaler Phänomene im materiellen Universum, wie es von den Naturwissenschaften beschrieben wird, nicht vorhanden sind und sogar mit diesem unvereinbar sein können.
Im Mittelpunkt der epistemischen Ansätze steht die Idee, dass das Subjekt einen privilegierten epistemischen Zugang zu seinen mentalen Zuständen hat. Laut dieser Auffassung ist ein Zustand eines Subjekts genau dann ein mentaler Zustand, wenn das Subjekt einen privilegierten Zugang zu ihm hat. Es wurde argumentiert, dass dieser Zugang nicht-inferentiell, unfehlbar und privat ist. Der nicht-inferentielle Zugang ist als Merkmal des Mentalen unzureichend, wenn man akzeptiert, dass wir nicht-inferentielles Wissen über nicht-mentale Dinge haben, zum Beispiel in der regulären Wahrnehmung oder im Körperbewusstsein. Manchmal wird behauptet, dass das Wissen um die eigenen mentalen Zustände unfehlbar ist, d. h. dass das Subjekt sich nicht irren kann, welche mentalen Zustände es hat. Dies mag zwar für einige bewusste mentale Zustände zutreffen, aber es gibt verschiedene Gegenbeispiele, wie unbewusste mentale Zustände oder bewusste Emotionen, von denen wir nicht wissen, wie wir sie kategorisieren sollen. Die historisch einflussreichste Charakterisierung des privilegierten Zugangs ist, dass er privat ist, d. h. dass mentale Zustände in erster Linie nur dem Subjekt bekannt sind und erst durch ihre Symptome wie Sprechakte oder andere Äußerungen von anderen Menschen erkannt werden. Ein einflussreicher, aber nicht allgemein akzeptierter Einwand gegen diese Tradition ist das auf Ludwig Wittgenstein zurückgehende Privatsprachenargument. Es behauptet, dass mentale Zustände nicht privat sein können, weil wir sonst nicht in der Lage wären, uns in der öffentlichen Sprache auf sie zu beziehen.
Bewusstseinsbasierte Ansätze gehen davon aus, dass alle mentalen Zustände entweder selbst bewusst sind oder in der richtigen Beziehung zu bewussten Zuständen stehen. Es ist umstritten, wie diese Beziehung zu charakterisieren ist.  Eine prominente frühe Version, die auf John Searle zurückgeht, besagt, dass nicht-bewusste Zustände mental sind, wenn sie Dispositionen darstellen, bewusste Zustände hervorzurufen. Dies führt in der Regel zu einem hierarchischen Modell des Geistes, in dem nur bewusste Zustände als eigenständige mentale Phänomene betrachtet werden, was für Gegner bewusstseinsbasierter Ansätze häufig ein Streitpunkt ist. Deren Denkrichtung zufolge existieren einige unbewusste mentale Zustände unabhängig von ihren bewussten Gegenstücken. Sie werden als das „tiefe Unbewusste“ (deep unconscious) bezeichnet und spielen in den Kognitionswissenschaften und der Psychoanalyse eine Rolle. Ob dieses Gegenargument erfolgreich ist, hängt jedoch sowohl davon ab, ob das tiefe Unbewusste tatsächlich mental ist, als auch davon, wie das Abhängigkeitsverhältnis, das Verfechter des tiefen Unbewussten abstreiten, zu verstehen ist.
Intentionalitätsbasierte Ansätze sehen Intentionalität, d. h. dass mentale Zustände sich auf Objekte beziehen und darstellen, wie die Welt ist, als das Merkmal des Mentalen. Damit werden verschiedene Probleme umgangen, mit denen sich bewusstseinsbasierte Ansätze konfrontiert sehen, da wir sowohl bewussten als auch unbewussten Zuständen Repräsentationsinhalte zuschreiben. Zwei Hauptargumente wurden gegen diesen Ansatz vorgebracht: dass einige Repräsentationen, wie Karten, nicht mental sind und dass einige mentale Zustände, wie Schmerz, nicht repräsentational sind. Befürworter intentionalitätsbasierter Ansätze haben auf diese Argumente reagiert, indem sie eine hierarchische Erklärung dafür geben, wie nicht-mentale Repräsentationen von mentalen Repräsentationen abhängen, ähnlich der im letzten Absatz vorgeschlagenen Beziehung zwischen unbewussten und bewussten Zuständen, und indem sie versuchen zu zeigen, wie scheinbar nicht-repräsentationale mentale Zustände doch als repräsentational charakterisiert werden können.
Funktionalistische Ansätze definieren mentale Zustände in Bezug auf deren Rolle im kausalen Netzwerk. So kann beispielsweise ein Schmerzzustand als das charakterisiert werden, was tendenziell durch eine Körperverletzung verursacht wird und Schmerzäußerungen wie Stöhnen verursacht. Der Behaviorismus ist eine Form des Funktionalismus, der diese Charakterisierungen auf körperliche Reaktionen zu äußere Situationen beschränkt, oft motiviert durch den Versuch, einen Bezug zu inneren oder privaten Zuständen zu vermeiden. Andere Formen des Funktionalismus sind liberaler und lassen sowohl externe als auch interne Zustände zu, um die kausale Rolle mentaler Zustände zu charakterisieren. Das phänomenale Bewusstsein stellt für funktionalistische Ansätze eine Schwierigkeit dar, da seine intrinsischen Aspekte nicht durch kausale Rollen erfasst werden. Die Ursachen und Auswirkungen von Schmerzen lassen beispielsweise außer Acht, dass Schmerz selbst als unangenehm empfunden wird.

## Klassifikationen mentaler Zustände
Es gibt eine große Vielfalt von Arten mentaler Zustände, die sich anhand verschiedener Unterscheidungen klassifizieren lassen. Zu diesen Arten gehören Wahrnehmung, Glaube, Begierde, Absicht, Emotion und Gedächtnis. Viele der vorgeschlagenen Unterscheidungen für diese Typen weisen erhebliche Überschneidungen auf und einige können sogar identisch sein. Sinnliche Zustände beinhalten Sinneseindrücke, die in nicht-sinnlichen Zuständen fehlen. Propositionale Einstellungen sind mentale Zustände, die einen propositionalen Inhalt haben, im Gegensatz zu nicht-propositionalen Zuständen. Intentionale Zustände beziehen sich auf Objekte oder Sachverhalte, ein Merkmal, das nicht-intentionalen Zuständen fehlt. Ein mentaler Zustand ist bewusst, wenn er zur phänomenalen Erfahrung gehört. Unbewusste mentale Zustände sind ebenfalls Teil des Geistes, aber ihnen fehlt diese phänomenale Dimension. Okkurrente mentale Zustände sind aktiv oder kausal wirksam im Geist des Besitzers, während nicht-okkurrente oder dispositionale Zustände irgendwo im Hinterkopf existieren, aber derzeit keine aktive Rolle in mentalen Prozessen spielen. Bestimmte mentale Zustände sind rational bewertbar: Sie sind entweder rational oder irrational, je nachdem, ob sie den Rationalitätsnormen gerecht werden. Andere Zustände hingegen sind arational: Sie liegen außerhalb des Bereichs der Rationalität. Eine bekannte Klassifizierung geht auf Franz Brentano zurück, der drei grundlegende Kategorien mentaler Zustände unterscheidet: Vorstellungen, Urteile und Phänomene von Liebe und Hass.

### Arten von mentalen Zuständen
Es gibt eine große Vielfalt von Arten von mentalen Zuständen, darunter Wahrnehmung, Körperbewusstsein, Denken, Glaube, Begierde, Motivation, Absicht, Überlegung, Entscheidung, Lust, Emotion, Stimmung, Imagination und Gedächtnis, aber auch veränderte Bewusstseinszustände und Aspekte des Glaubens wie Religiosität, Spiritualität und Transzendenzerfahrungen. Einige dieser Arten sind genau voneinander abgegrenzt, während sich andere Arten überschneiden können. Die Wahrnehmung beinhaltet die Verwendung von Sinnen wie Sehen, Tasten, Hören, Riechen und Schmecken, um Informationen über materielle Objekte und Ereignisse in der Außenwelt zu erhalten. Sie steht in diesem Sinne im Gegensatz zum Körperbewusstsein, das sich auf die inneren Vorgänge in unserem Körper bezieht und seine Inhalte nicht als eigenständige Objekte darstellt. Die in der Wahrnehmung gegebenen Objekte hingegen werden direkt (d. h. nicht-interferentiell) als unabhängig vom Wahrnehmenden da draußen existierend präsentiert. Die Wahrnehmung wird normalerweise als zuverlässig angesehen, aber unsere Wahrnehmungserfahrungen können zuweilen falsche Informationen enthalten (Wahrnehmungstäuschung) und uns somit in die Irre führen. Die in der Wahrnehmung aufgenommenen Informationen werden oft im Denken weiter berücksichtigt, wobei die Informationen geistig repräsentiert und verarbeitet werden. Sowohl Wahrnehmungen als auch Gedanken führen oft zur Bildung neuer oder zur Veränderung bestehender Glaubenshaltungen. Glaubenshaltungen können Wissen darstellen, wenn sie gerechtfertigt und wahr sind. Sie sind nicht-sinnliche kognitive propositionale Einstellungen, die eine „Geist-zu-Welt“-Passensrichtung (mind-to-world direction of fit) haben: Sie stellen die Welt in einer bestimmten Weise dar und zielen auf Wahrheit ab. Sie stehen im Gegensatz zu Begierden, bei denen es sich um konative propositionale Einstellungen handelt, die eine „Welt-zu-Geist“-Passensrichtung haben und darauf abzielen, die Welt zu verändern, indem sie darstellen, wie sie sein sollte. Begierden stehen in engem Zusammenhang mit der Handlungsfähigkeit: Sie motivieren den Handelnden und sind somit an der Entstehung von Absichten beteiligt. Absichten sind Pläne, auf die sich der Handelnde festgelegt hat und die Handlungen leiten können. Der Absichtsbildung gehen manchmal Überlegungen und Entscheidungen voraus, bei denen die Vor- und Nachteile verschiedener Handlungsweisen abgewogen werden, bevor man sich auf eine Handlungsweise festlegt. Es wird allgemein angenommen, dass Lust hierbei eine zentrale Rolle spielt. „Lust“ bezieht sich auf Erfahrung, die sich gut anfühlt, die den Genuss von etwas beinhaltet. Das Thema der Emotionen ist eng mit dem Thema von Handlungsfähigkeit und Lust verknüpft. Emotionen sind bewertende Reaktionen auf äußere oder innere Reize, die mit einem Gefühl von Lust oder Unlust verbunden sind und verschiedene Verhaltensreaktionen motivieren. Emotionen sind Stimmungen ziemlich ähnlich, wobei einige Unterschiede darin bestehen, dass Stimmungen in der Regel über einen längeren Zeitraum hinweg auftreten und nicht eindeutig durch ein bestimmtes Ereignis oder Objekt ausgelöst werden oder auf ein solches gerichtet sind.  Die Imagination ist noch weiter von der wirklichen Welt entfernt, da sie Dinge repräsentiert, ohne darauf abzuzielen, die Dinge so darzustellen, wie sie tatsächlich sind. Alle genannten Zustände können Spuren im Gedächtnis hinterlassen, die es ermöglichen, sie zu einem späteren Zeitpunkt in Form des episodischen Gedächtnisses noch einmal zu erleben.

### Sinneseindrücke, propositionale Einstellungen und Intentionalität
Eine wichtige Unterscheidung für mentale Zustände ist die zwischen sinnlichen und nicht-sinnlichen Zuständen. Sinneseindrücke beinhalten irgendeine Form von sinnlichen Empfindungen wie visuelle Wahrnehmungen, Höreindrücke oder körperliche Schmerzen. Nicht-sinnliche Zustände, wie Gedanken, rationale Intuition oder das Gefühl von Vertrautheit, haben keine sinnlichen Inhalte. Sinnliche Zustände werden manchmal mit qualitativen Zuständen gleichgesetzt und mit propositionalen Einstellungen kontrastiert. Qualitative Zustände beinhalten Qualia, d. h. dass ein subjektives Gefühl damit verbunden ist, den betreffenden Zustand zu haben. Propositionale Einstellungen hingegen sind Beziehungen, die ein Subjekt zu einer Proposition hat. Sie werden in der Regel durch Verben wie glauben, begehren, fürchten oder hoffen zusammen mit einem dass-Satz ausgedrückt. Zu glauben, dass es heute regnen wird, ist beispielsweise eine propositionale Einstellung. Es wurde argumentiert, dass der Gegensatz zwischen qualitativen Zuständen und propositionalen Einstellungen irreführend ist, da es bei gewissen propositionalen Zuständen eine Art subjektives Gefühl gibt, wie beim Verstehen eines Satzes oder beim plötzlichen Denken an etwas. Dies würde nahelegen, dass es auch nicht-sinnlich qualitative Zustände gibt und dass einige propositionale Einstellungen dazu gehören. Ein weiteres Problem bei diesem Gegensatz besteht darin, dass einige Zustände sowohl sinnlich als auch propositional sind. Dies ist beispielsweise bei der Wahrnehmung der Fall, die Sinneseindrücke beinhaltet, welche darstellen, wie die Welt beschaffen ist. Dieser darstellende Aspekt wird üblicherweise so verstanden, dass er eine propositionale Einstellung einschließt.
Eng verwandt mit diesen Unterscheidungen ist der Begriff der Intentionalität. Intentionalität wird normalerweise als die Eigenschaft mentaler Zustände definiert, sich auf Objekte oder Sachverhalte zu beziehen oder diese zu betreffen. Der Glaube, dass der Mond einen Umfang von 10921 km hat, ist z. B. ein mentaler Zustand, der intentional ist, weil er sich auf den Mond und seinen Umfang bezieht. Manchmal wird die Auffassung vertreten, dass alle mentalen Zustände intentional sind, d. h. dass Intentionalität das „Merkmal des Mentalen“ ist. Diese These wird als Intentionalismus bezeichnet. Aber diese Sichtweise hat verschiedene Gegner, die zwischen intentionalen und nicht-intentionalen Zuständen unterscheiden. Zu den vermeintlichen Beispielen für nicht-intentionale Zustände gehören verschiedene körperliche Erfahrungen wie Schmerzen und Juckreiz. Aufgrund dieser Assoziation wird manchmal behauptet, dass allen sinnlichen Zuständen Intentionalität fehlt. Dabei wird jedoch außer Acht gelassen, dass bestimmte sinnliche Zustände, wie Wahrnehmungen, zugleich auch intentional sein können. Es wird in der Regel akzeptiert, dass alle propositionalen Einstellungen intentional sind. Aber während die paradigmatischen Fälle von Intentionalität ebenfalls alle propositional sind, kann es einige intentionale Einstellungen geben, die nicht propositional sind. Dies könnte der Fall sein, wenn eine intentionale Einstellung nur auf ein Objekt gerichtet ist. Nach dieser Auffassung ist Elsies Angst vor Schlangen eine nicht-propositionale intentionale Einstellung, während Josephs Angst, dass er von Schlangen gebissen wird, eine propositionale intentionale Einstellung ist.

### Bewusst und unbewusst
Ein mentaler Zustand ist bewusst, wenn er zur phänomenalen Erfahrung gehört. Das Subjekt ist sich der bewussten mentalen Zustände gewahr, in denen es sich befindet: Es gibt ein gewisses subjektives Gefühl, sie zu haben. Unbewusste mentale Zustände sind ebenfalls Teil des Geistes, aber ihnen fehlt diese phänomenale Dimension. Es ist also möglich, dass sich ein Subjekt in einem unbewussten mentalen Zustand befindet, wie einer verdrängten Begierde, ohne davon zu wissen. Gewöhnlich wird angenommen, dass einige Arten von mentalen Zuständen, wie Empfindungen oder Schmerzen, nur als bewusste mentale Zustände auftreten können. Aber es gibt auch andere Arten, wie Glaubenshaltungen und Begierden, die sowohl bewusst als auch unbewusst sein können. Viele Menschen teilen beispielsweise den Glauben, dass der Mond näher an der Erde als an der Sonne ist. Wenn man darüber nachdenkt, wird dieser Glaube bewusst, aber ansonsten ist er die meiste Zeit unbewusst. Die Beziehung zwischen bewussten und unbewussten Zuständen ist ein umstrittenes Thema. Häufig wird die Auffassung vertreten, dass bewusste Zustände in gewissem Sinne grundlegender sind und unbewusste mentale Zustände von ihnen abhängen. Ein solcher Ansatz besagt, dass unbewusste Zustände dem Bewusstsein zugänglich sein müssen, dass sie Dispositionen des Subjekts sind, in ihre entsprechenden bewussten Gegenstücke einzutreten. Nach dieser Auffassung kann es kein „tiefes Unbewusstes“ geben, d. h. unbewusste mentale Zustände, die nicht bewusst werden können.
Der Begriff „Bewusstsein“ wird manchmal nicht wie oben im Sinne von phänomenalem Bewusstsein verwendet, sondern im Sinne von Zugangsbewusstsein (access consciousness). Ein mentaler Zustand ist in diesem Sinne bewusst, wenn die Informationen, die er enthält, für das Denken und die Steuerung des Verhaltens verfügbar sind, auch wenn er nicht mit einem subjektiven Gefühl verbunden ist, das die zugleich stattfindende phänomenale Erfahrung charakterisiert. Zugangsbewusste Zustände sind ähnlich, aber nicht identisch, mit okkurrenten mentalen Zuständen, dem Thema des nächsten Abschnitts.

### Okkurrent und dispositional
Ein mentaler Zustand ist okkurrent, wenn er im Geist des Besitzers aktiv oder kausal wirksam ist. Nicht-okkurrente Zustände werden als dispositionale Zustände bezeichnet. Sie existieren irgendwo im Hinterkopf, spielen aber gegenwärtig keine aktive Rolle in irgendwelchen mentalen Prozessen. Diese Unterscheidung wird manchmal mit der Unterscheidung zwischen phänomenal bewussten und unbewussten mentalen Zuständen gleichgesetzt. Es scheint so zu sein, dass sich die beiden Unterscheidungen überschneiden, aber nicht vollständig übereinstimmen, obwohl alle bewussten Zustände okkurrent sind. Dies ist der Fall, weil unbewusste Zustände kausal aktiv werden können, während sie unbewusst bleiben. Eine verdrängte Begierde kann das Verhalten des Handelnden beeinflussen, während sie unbewusst bleibt, was ein Beispiel für einen unbewussten, okkurrenten mentalen Zustand wäre. Die Unterscheidung zwischen okkurrent und dispositional ist besonders relevant für Glaubenshaltungen und Begierden. Zu jedem Zeitpunkt scheint es eine große Anzahl von Dingen zu geben, die wir glauben oder begehren, welche aber für unsere aktuelle Situation nicht relevant sind. Diese Zustände bleiben im Hinterkopf inaktiv, obwohl man sie hat. Während Ann zum Beispiel mit ihrem Lieblingscomputerspiel beschäftigt ist, glaubt sie immer noch, dass Hunde vier Beine haben und wünscht sich zum nächsten Geburtstag einen Hund als Haustier. Diese beiden Zustände spielen jedoch in ihrem gegenwärtigen Geisteszustand keine aktive Rolle. Ein weiteres Beispiel ist der traumlose Schlaf, bei dem die meisten oder alle unsere mentalen Zustände dispositionale Zustände sind.

### Rational, irrational und arational
Bestimmte mentale Zustände, wie Glaubenshaltungen und Absichten, sind rational bewertbar: Sie sind entweder rational oder irrational, je nachdem, ob sie den Normen der Rationalität gerecht werden. Aber andere Zustände, wie Triebe, Schwindelgefühle oder Hungererfahrungen, sind arational (nicht zu verwechseln mit irrational): Sie liegen außerhalb des Bereichs der Rationalität und können weder rational noch irrational sein. Eine wichtige Unterscheidung innerhalb der Rationalität betrifft den Unterschied zwischen theoretischer und praktischer Rationalität. Theoretische Rationalität umfasst Glaubenshaltungen und deren Grade, während sich die praktische Rationalität auf Begierden, Absichten und Handlungen konzentriert. Einige Theoretiker bemühen sich um eine umfassende Darstellung aller Formen der Rationalität, aber häufiger findet man separate Abhandlungen über spezifische Formen der Rationalität, die deren Verhältnis zu anderen Formen der Rationalität offen lassen.
Es gibt verschiedene konkurrierende Definitionen dessen, was Rationalität ausmacht, aber keine allgemein akzeptierte Antwort. Einige Darstellungen konzentrieren sich auf die Beziehung zwischen mentalen Zuständen, um zu bestimmen, ob ein bestimmter Zustand rational ist. Nach einer solchen Auffassung ist ein Zustand rational, wenn er in einem anderen Zustand begründet ist, der als dessen Quelle der Rechtfertigung dient. So ist beispielsweise Scarlets Glaube, dass es in Manchester regnet, rational, weil er auf ihrer Wahrnehmungserfahrung des Regens beruht, während derselbe Glaube für Frank irrational wäre, da ihm eine solche Wahrnehmungsgrundlage fehlt. Eine andere Version eines derartigen Ansatzes geht davon aus, dass Rationalität aufgrund der Kohärenz zwischen den verschiedenen mentalen Zuständen eines Subjekts gegeben ist. Dabei handelt es sich um eine ganzheitliche Sichtweise, die sich weniger mit der Rationalität einzelner mentaler Zustände befasst, sondern mit der Rationalität der Person als Ganzes. Andere Darstellungen konzentrieren sich nicht auf die Beziehung zwischen zwei oder mehreren mentalen Zuständen, sondern darauf, richtig auf externe Gründe zu reagieren. Gründe werden gewöhnlich als Tatsachen verstanden, die für oder gegen etwas sprechen. Laut dieser Auffassung ist Scarlets oben genannter Glaube rational, weil er richtig auf die äußere Tatsache reagiert, dass es regnet, welche einen Grund für diesen Glauben darstellt.

### Klassifikation nach Brentano
Eine einflussreiche Klassifikation psychischer Phänomene geht auf Franz Brentano zurück. Er vertritt die Auffassung, dass es drei grundlegende Arten gibt: Vorstellungen, Urteile und Phänomene der Liebe und des Hasses. Alle psychischen Phänomene gehören entweder zu einer dieser Arten oder bestehen aus Kombinationen von ihnen. Diese verschiedenen Arten unterscheiden sich nicht durch den Inhalt oder darin, was dargestellt wird, sondern durch die Art und Weise, wie es dargestellt wird. Die grundlegendste Art ist die Vorstellung, die in jedem psychischen Phänomen enthalten ist. Reine Vorstellungen, wie in der Imagination, zeigen lediglich ihren Gegenstand ohne zusätzliche Informationen über die wahrheitsgemäßen oder bewertenden Aspekte ihres Gegenstandes. Ein Urteil hingegen ist eine Haltung, die auf eine Vorstellung gerichtet ist, und behauptet, dass diese Vorstellung entweder wahr oder falsch ist, wie dies bei der normalen Wahrnehmung der Fall ist. Phänomene von Liebe und Hass beinhalten eine wertende Haltung gegenüber ihrer Vorstellung: Sie zeigen, wie die Dinge sein sollten, das dargestellte Objekt wird entweder als gut oder schlecht angesehen. Dies ist zum Beispiel bei Begierden der Fall. Komplexere Arten können durch Kombinationen dieser Grundarten gebildet werden. Über ein Ereignis enttäuscht zu sein, kann beispielsweise als ein Urteil darüber, dass dieses Ereignis stattgefunden hat, zusammen mit einer negativen Bewertung desselben aufgefasst werden. Brentanos Unterscheidung zwischen Urteilen, Phänomenen von Liebe und Hass, und Vorstellungen steht in engem Zusammenhang mit der neueren Idee der Passensrichtung zwischen einem mentalen Zustand und der Welt, d. h. eine „Geist-zu-Welt“-Passensrichtung für Urteile, eine „Welt-zu-Geist“-Passensrichtung für Phänomene von Liebe und Hass und eine Nullpassensrichtung für bloße Vorstellungen. Brentanos dreigliedriges Klassifikationssystem wurde von Brentanos Schülern auf verschiedene Weise modifiziert. Alexius Meinong unterteilt zum Beispiel die Kategorie der Phänomene von Liebe und Hass in zwei verschiedene Kategorien: Gefühle und Begehrungen. Uriah Kriegel ist ein zeitgenössischer Verfechter von Brentanos Ansatz zur Klassifizierung psychischer Phänomene.